# Christopher McKee
Christopher Fulton McKee, né en 1942, est un astrophysicien américain.
Il développe un modèle de structure et évolution des nuages moléculaires ainsi que pour le taux de formation d'étoiles dans ces nuages. Ce modèle en trois phases est développé par Chris McKee et Jerry Ostriker dans un article publié en 1977 et a servi de base aux études menées pendant les 25 années qui ont suivi.
Il est aussi actif dans le développement des méthodes numériques, notamment le raffinement de maillage adaptatif.